# Dolianova
Dolianova is een gemeente in de Italiaanse provincie Zuid-Sardinië (regio Sardinië) en telt 8223 inwoners (31-12-2004). De oppervlakte bedraagt 84,6 km², de bevolkingsdichtheid is 97 inwoners per km².

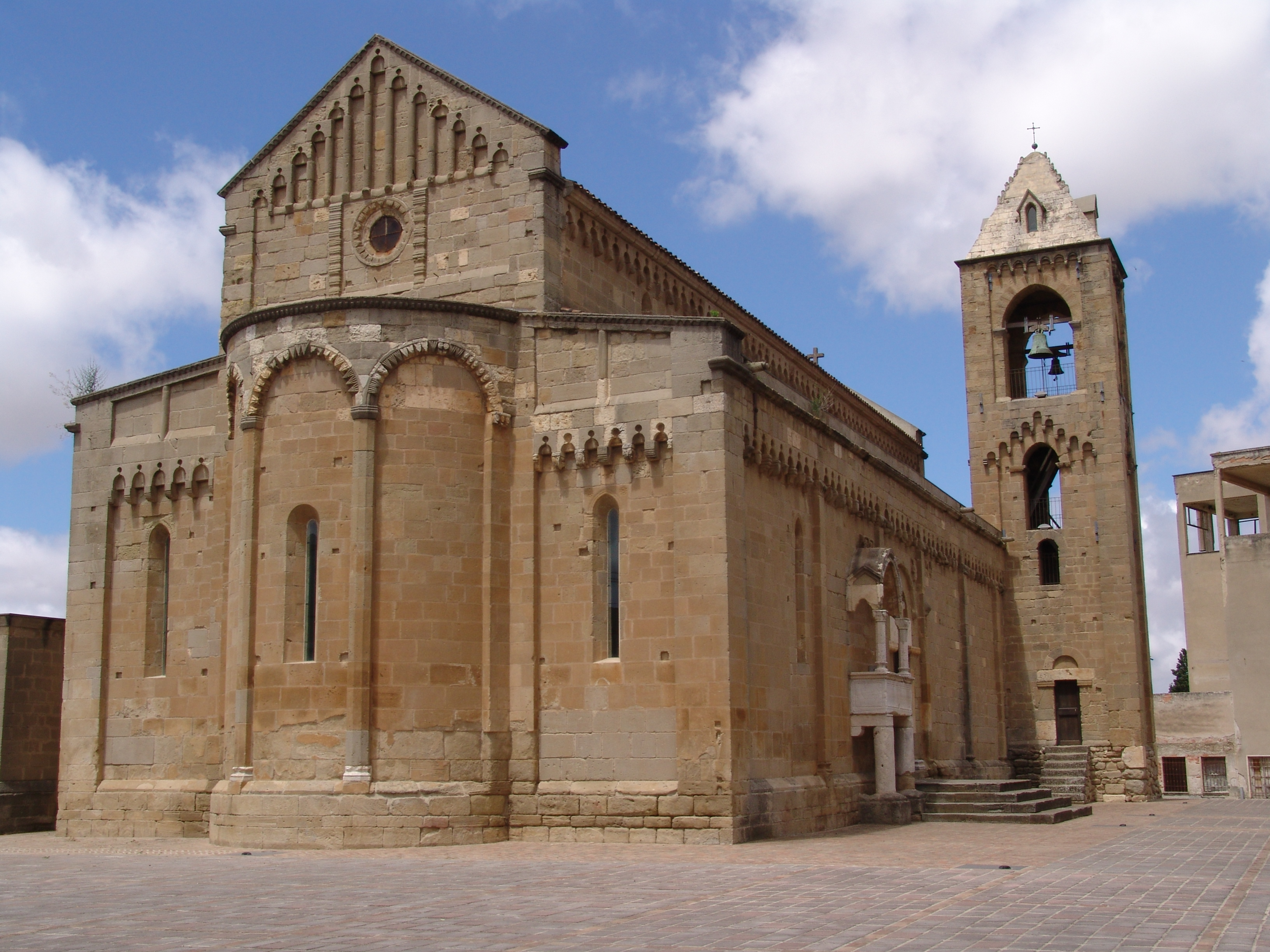
Kathedraal van St. Pantaleo
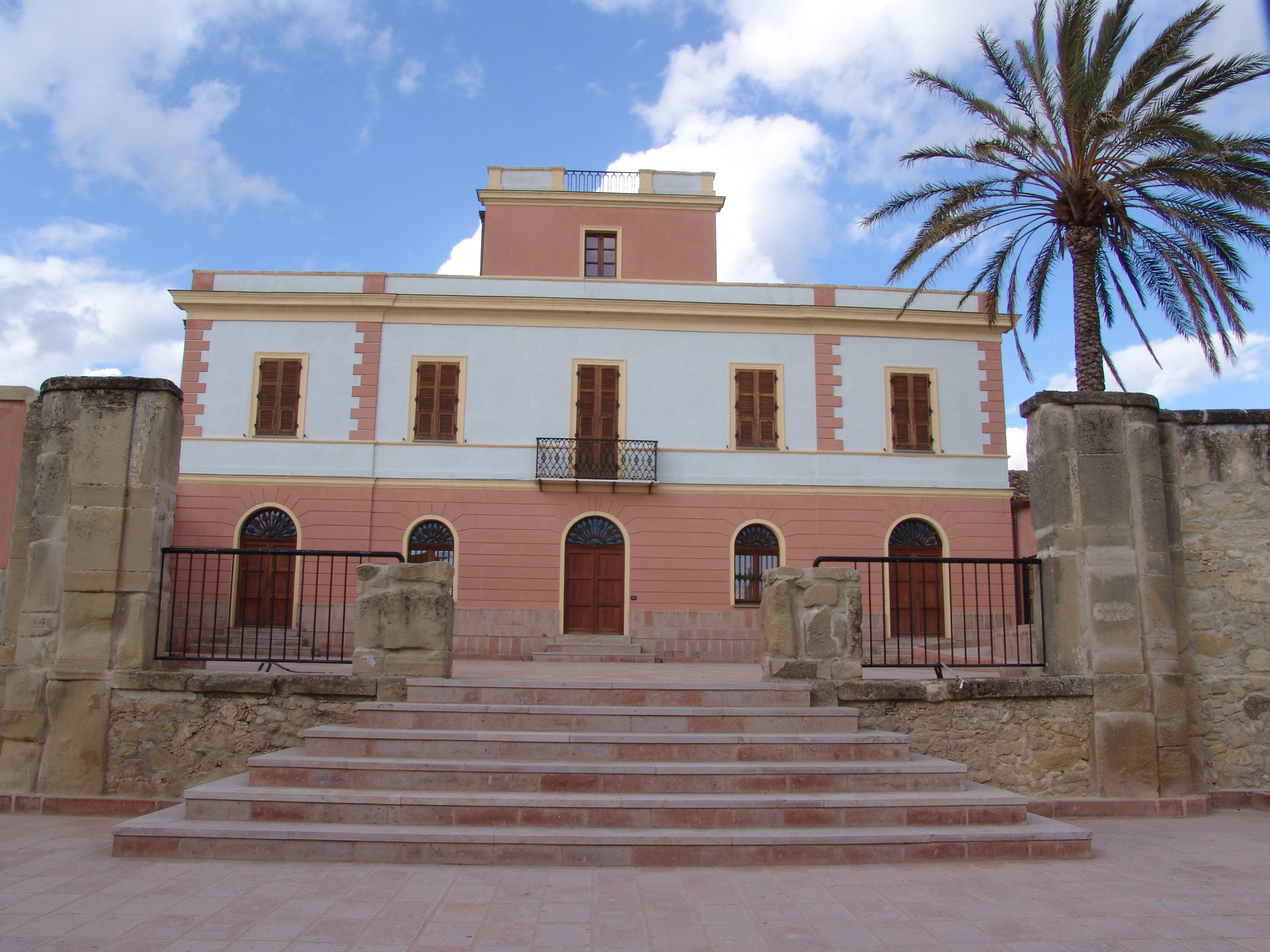
Ville de Villa

## Demografie
Dolianova telt ongeveer 2605 huishoudens. Het aantal inwoners steeg in de periode 1991-2001 met 1,3% volgens cijfers uit de tienjaarlijkse volkstellingen van ISTAT.
| Jaar | Inwoneraantal |
| ---- | ------------- |
| 1991 | 7877          |
| 2001 | 7979          |

## Geografie
De gemeente ligt op ongeveer 212 m boven zeeniveau.
Dolianova grenst aan de volgende gemeenten: San Nicolò Gerrei, Sant'Andrea Frius, Serdiana, Sinnai, Soleminis, Villasalto.

## Geboren
- Lorenzo Pusceddu (1964), componist, muziekpedagoog en dirigent